# Pareucalanus peruanus
Pareucalanus peruanus is een eenoogkreeftjessoort uit de familie van de Eucalanidae. De wetenschappelijke naam van de soort is voor het eerst geldig gepubliceerd in 1971 door Volkov.